# Ewan Beaton
Ewan Beaton (* 13. července 1969 Edmonton) je bývalý kanadský zápasník–judista.

## Sportovní kariéra
Jeho sportovní začátky v judu jsou spojeny s univerzitním klubem University of Manitoba ve Winnipegu, kde se připravoval pod vedením Moe Oyeho. V kanadské mužské reprezentaci se prosazoval od roku 1991 v superlehké váze do 60 kg. V roce 1992 startoval na olympijských hrách v Barceloně, kde prohrál v úvodním kole na body (wazari) s Němcem Richardem Trautmannem. V opravném pavouku se do soubojů o medaile neprobojoval. V roce 1996 na svých druhých olympijských hrách v Atlantě prohrál opět v úvodním kole na body (wazari) s Portugalcem Pedrem Caravanou. Vzápětí ukončil sportovní kariéru. Věnuje se trenérské práci.

## Výsledky
| Turnaj                  | 1991            | 1992            | 1993            | 1994            | 1995            | 1996            |
| Turnaj                  | 22              | 23              | 24              | 25              | 26              | 27              |
| Turnaj                  | superlehká váha | superlehká váha | superlehká váha | superlehká váha | superlehká váha | superlehká váha |
| ----------------------- | --------------- | --------------- | --------------- | --------------- | --------------- | --------------- |
| Olympijské hry          |                 | úč.             |                 |                 |                 | úč.             |
| Mistrovství světa       | úč.             |                 | úč.             |                 | úč.             |                 |
| Panamerické hry         | 2.              |                 |                 |                 | 1.              |                 |
| Panamerické mistrovství |                 | —               |                 | ?               |                 | —               |